# Православие в Абхазии

Православие в Абхазии — история и современное положение православия в Абхазии.
По преданию, православие в Абхазии имеет апостольское происхождение. С начала IV века здесь существовала Абазгийской епархии Константинопольского Патриархата. В VIII веке был учреждён Абхазский католикосат, объединявший ряд епархий, который просуществовавший до 1819 года, когда он был присоединён к Грузинскому экзархату Русской православной церкви. После одностороннего отделения Грузинской православной церкви от Русской в 1917 году в Абхазии существовали как приходы Грузинского Патриархата, так и Московского. С урегулированием канонического положения Грузинской церкви в 1943 году все православные приходы в Абхазии вошли в состав Сухумской и Абхазской епархии Грузинской Православной Церкви.
В настоящее время Абхазия является частью канонической территории Грузинской православной церкви, в составе которой де-юре действует Пицундская и Сухумо-Абхазская епархия, однако, ввиду политической ситуации, Грузинская православная церковь не имеет возможности управлять церковной жизнью на территории Абхазии. Большинство действующих приходов в Абхазии находятся в ведении провозглашённой в 2009 году Абхазской православной церкви, не признанная ни одной Поместной Церковью. В 2011 году трое ушедших из Абхазской православной церкви клириков, поддержанные рядом мирян, образовали неканоническую «Священную Митрополию Абхазии».

## История

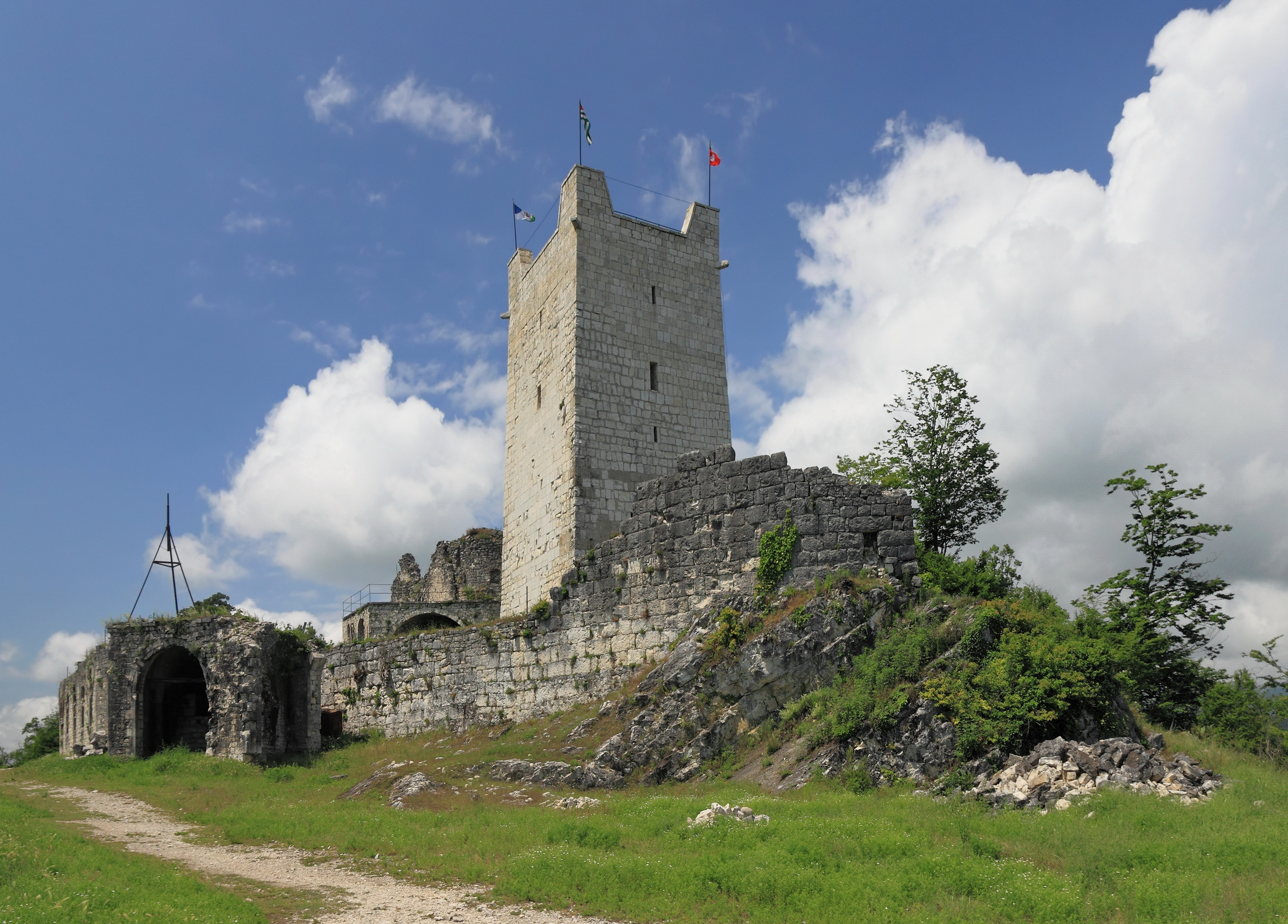
Руины Анакопии

История христианства в Абхазии восходит к I веку нашей эры. Считается, что здесь проповедовали апостолы Андрей и Симон Кананит, который в середине I века был обезглавлен римскими легионерами в Анакопии. Есть сведения о том, что апостол Матфий также вел свою проповедь в Абхазии и был погребен в городе Себастополисе.
В послеапостольское время христианство проникало в Абхазию через церковных деятелей, воинов-христиан, государственных чиновников-христиан. Среди них были воины-мученики Орентий и его шесть братьев (IV век), двое из них — Орентий и Лонгин были погребены в Пицунде, один — в Зиганисе); мученик Василиск Команский (IV век), святитель Иоанн Златоуст (по местному, не подтверждаемому историческими источниками преданию, скончался в Команах в 407 году и был изначально погребён в церкви Команского монастыря).

### IV—VI век

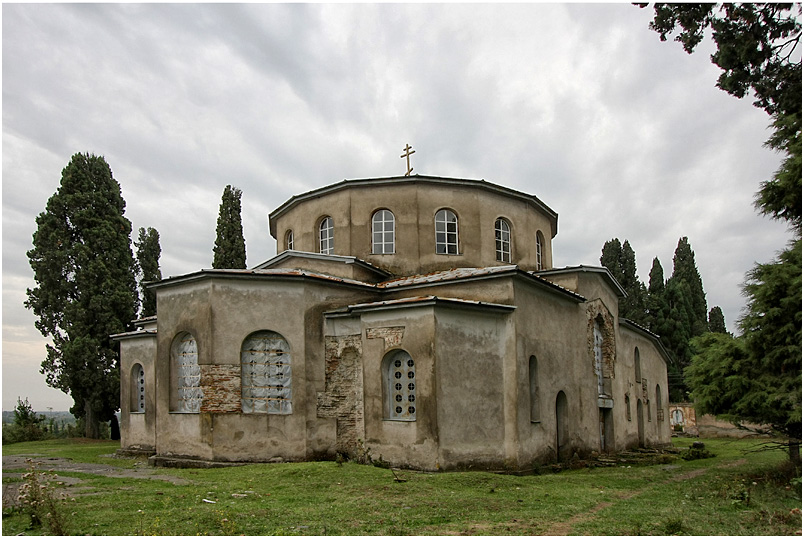
Драндский собор — памятник VI века в Абхазии

В начале IV века в Питиунте (современная Пицунда) возникает епископская кафедра, юрисдикционно подчинённая Константинопольскому Патриархату и возглавляемая епископом Сафронием. Это был первое церковно-административное образование на территории Абхазии. В 325 году уже другой епископ Питиунта — Стратофил участвовал в заседаниях I Вселенского Собора. Питиунская епископия в административном отношении была в подчинении архиепископа Кесарии Каппадокийской. С IV по VII века в Пицунде были построены семь храмов, в том числе и кафедральная базилика со знаменитой Пицундской мозаикой.
В VI веке император Юстиниан Великий завершает процесс христианизации древнеабхазских племен, устраивая специальную школу для абхазских детей в Константинополе. При участии императора была создана автокефальная Абазсгская епархия с кафедрой в город Себастополис. Вместо единственных в то время в Абхазии Питиунтской и Себастопольской епископий появляется целый ряд епископских кафедр, объединённых в одну Абазсгскую архиепископию.

### VI—VIII век

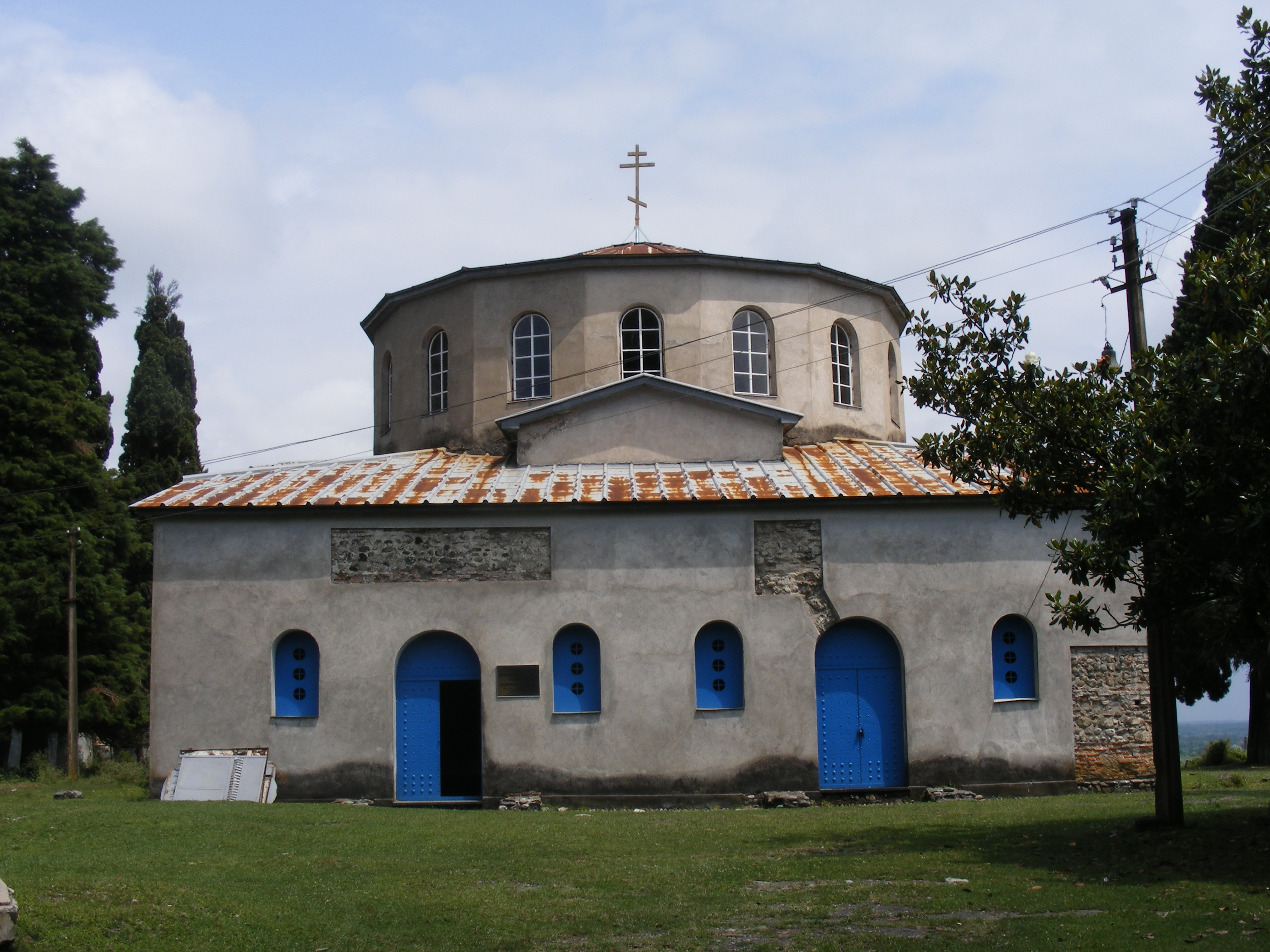
Драндский собор — памятник VI века в Абхазии

В VI—VII веках в ведении Абазгской архиепископии были следующие епископские кафедры: Цандрипшская, Пицундская, Анакопийская, Себастопольская, Цебельдинская, Гюэносская (Очамчира).
Самыми знаменитыми кафедральными соборами периода VI—VII веков, дошедшими до нашего времени являются — Цандрипшская базилика (VI века) и Драндский собор (VI века).
История сохранила нам имена только двух епископов того периода — Константина, епископа Цибилиума (пер. пол. VI в.) и Феодора, епископа Питиунтского (VII в.).
На юго-востоке Абазгская архиепископи граничила с Лазской епархией, на северо-западе с Зихской (Адыгской) епархией.

### VIII—X век

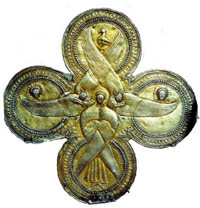
Крест царя Абхазии Георгия II

Данный период характеризуется широким распространением христианства в Абхазии. В конце VIII века образуется средневековое Абхазское царство. Немного раньше возникает и самостоятельная Абхазская Церковь — в середине VIII века власти Абхазии посылают большую церковную делегацию в Антиохию с целью поставления в Абхазию своего абхазского католикоса. На Соборе Антиохийской Церкви, возглавляемой патриархом Феофилактом, было решено рукоположить во епископа и возвести в сан католикоса одного из них, по имени Иоанн, а другого поставить в сан епископа. По возвращении в Абхазию, католикос Иоанн, местом своей епископской кафедры избирает город Пицунду.

### X—XVIII век

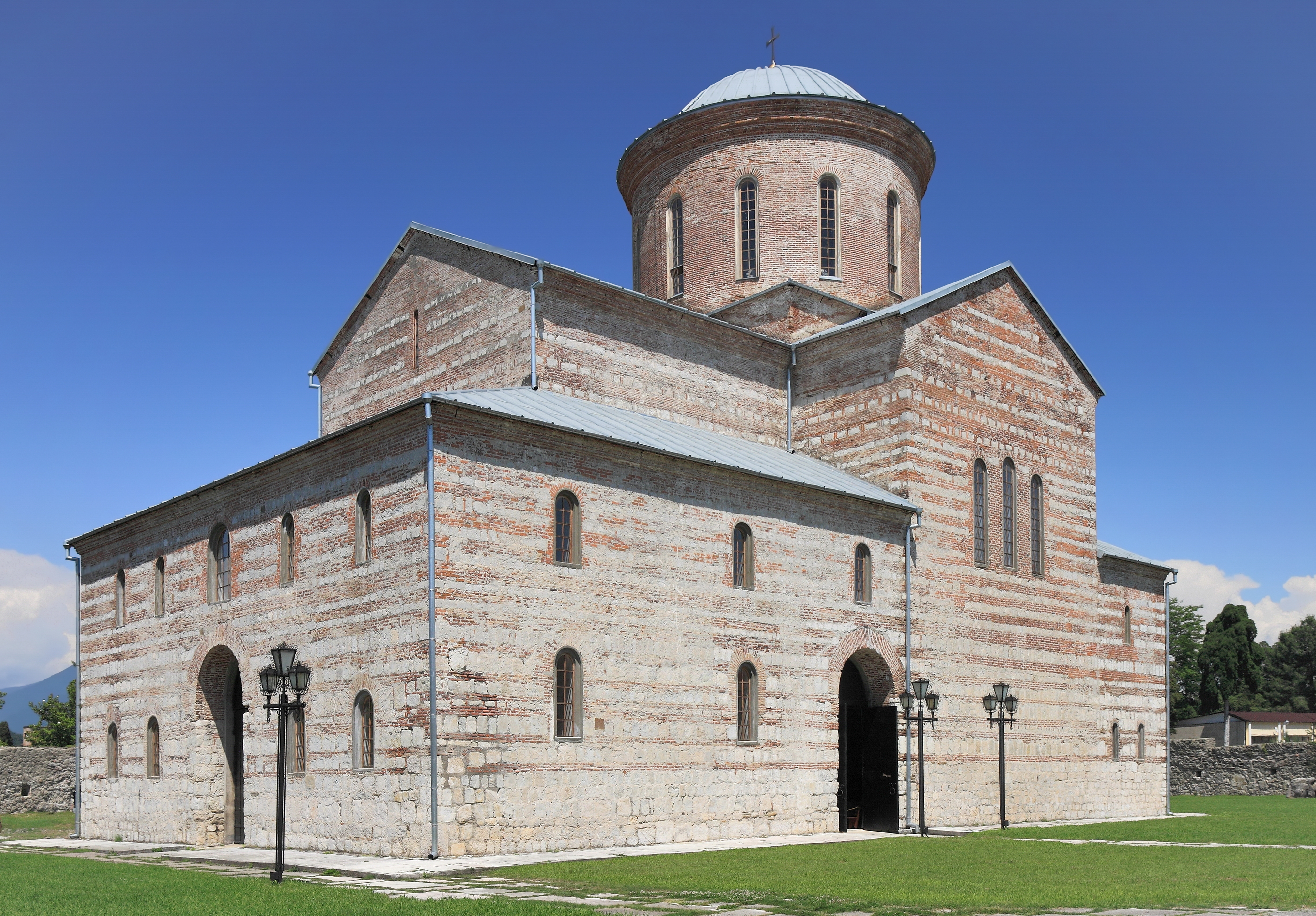
Собор в Пицунде

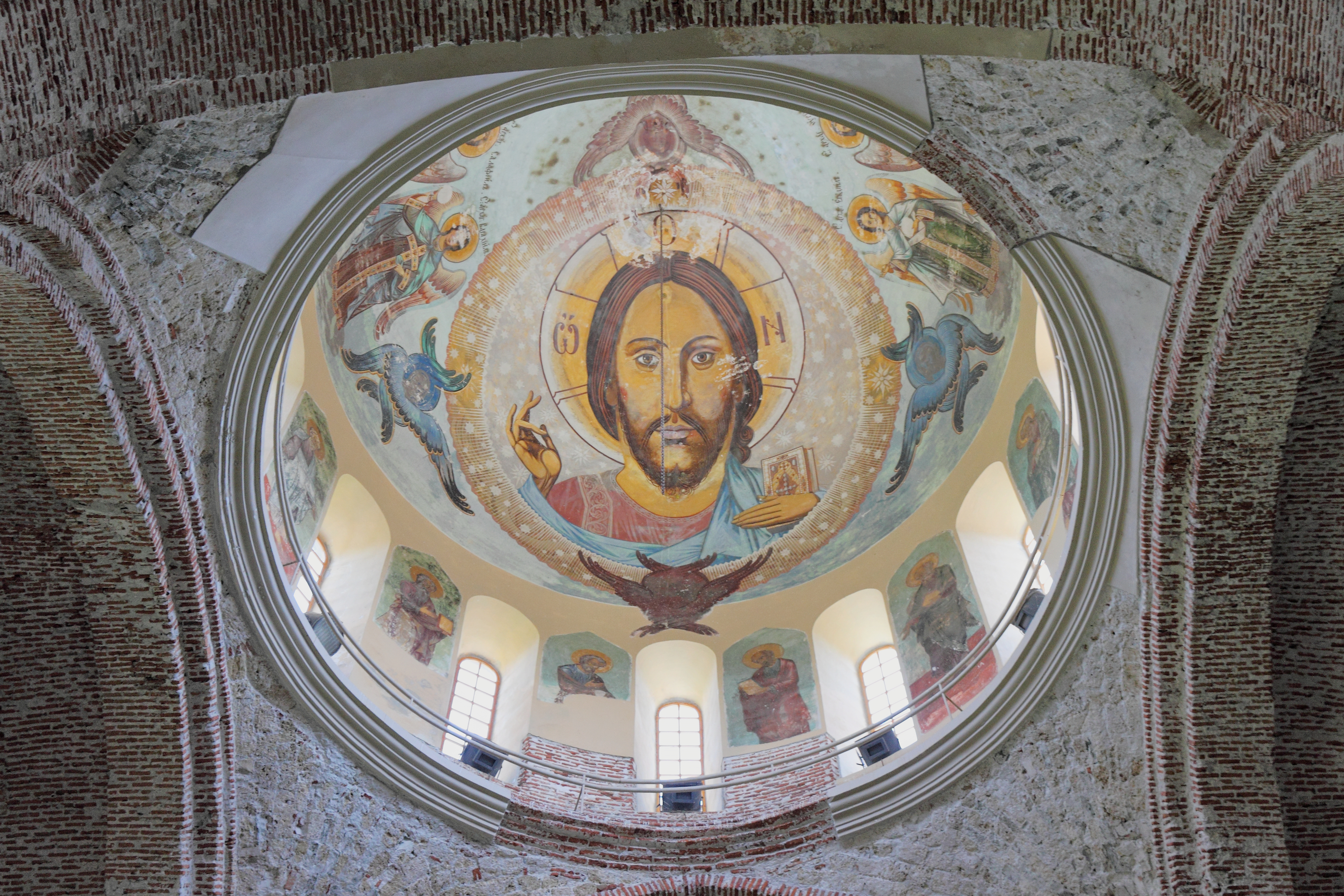
Фреска в соборе Пицунды

В 1390 году, на Пицундский престол был возведён католикос Арсений. Католикос Арсений был уроженцем Западной Грузии и оказался на престоле абхазских католикосов благодаря военному походу мегрельского владетеля Вамеха Дадиани на Джигетию (Адыгею) и Абхазию в 1390 году.
После него Абхазский католикосат возглавляли: Даниил (кон. XIV — нач. XV), Иоаким (1470—1474), Стефан (1490—1516), Малахия I (Абашидзе) (1519—1533), Иосиф I (Мачутадзе) (1533—1543), Евдемон I (Чхеидзе) (1543—1578).
Во второй половине XVI века произошло перенесение кафедры абхазских католикосов из Пицунды в Гелатский монастырь в Западной Грузии. С этого времени католикосы стали именоваться «католикосами Абхазскими и Имеретинскими», с XVII века «Имеретинскими и Абхазскими». В этот период Абхазский католикосат возглавляли: Евфимий (Сакварелидзе) (1578—1605), Малахия II (Гуриели) (1605—1629), Григорий I (Лордкипанидзе) (1629—1639), Максим I (Мачутадзе) (1639—1657), Виссарион I, Захария I (Квариани) (1657—1659), Симеон (Чхетитдзе) (1659—1666), Евдемон II (Сакварелидзе) (1666—1669), Евфимий II (Сакварелидзе) (1669—1673), Давид (Немсадзе) (1673—1696), Григорий II (Лордкипанидзе) (1696—1742), Герман (Цулукидзе) (1742—1751), Виссарион (Эристави-Рачинский) (1751—1769), Иосиф (Багратиони) (1769—1776).
Последний Абхазский католикос Максим II, из княжеской фамилии Абашидзе, из-за политических разногласий с имеретинским царём Давидом, был вынужден уехать на жительство в Россию. Царь Давид напротив думал о политической самостоятельности своего государства, используя поддержку Турции. По дороге в Палестину католикос Максим II в 1795 году скончался в Киево-Печерской Лавре. После смерти смерти этого католикоса прекратил своё существование Абхазский католикосат. Местоблюстители кафедры абхазских католикосов: митрополит Досифей (Церетели) и митрополит Евфимий (Шервашидзе), в 1819 году были удалены из Имеретии.

### XIX век — нач. XX века

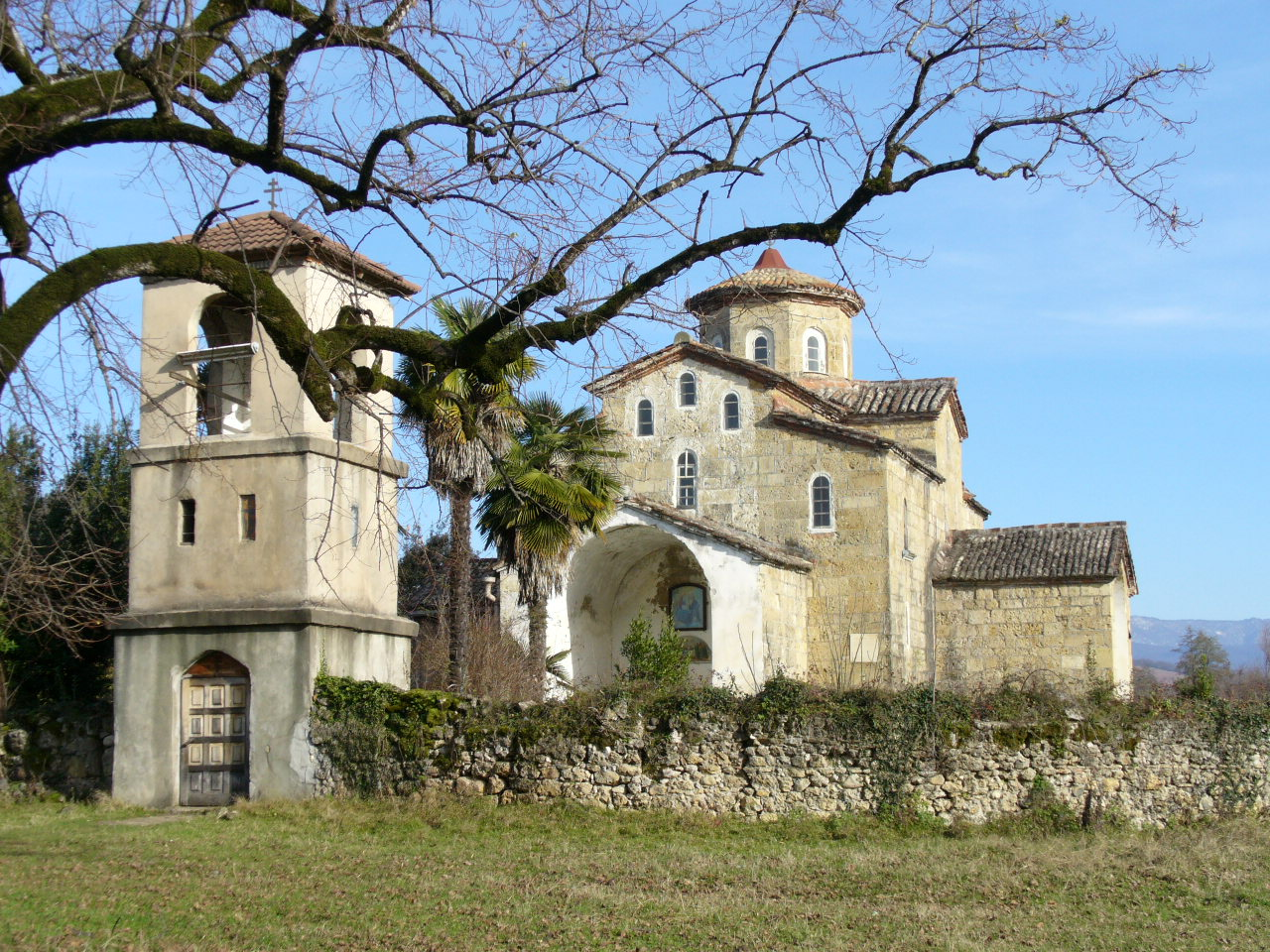
Церковь в селе Лыхны

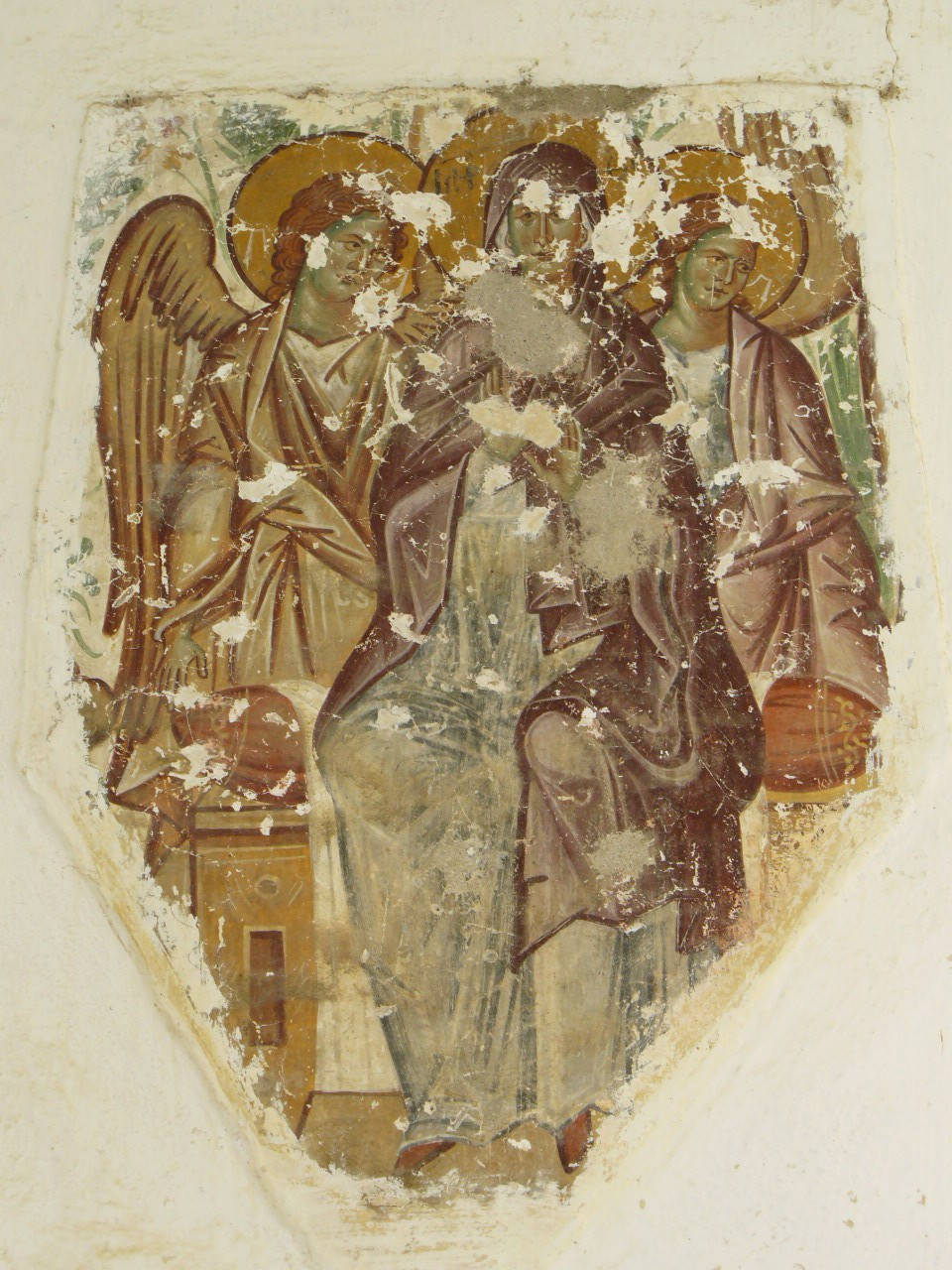
Фреска в церкви в селе Лыхны

В 1851 году на территории Абхазии была учреждена епархия, получившая наименования «Абхазской». Епархия была включена в состав Грузинского экзархата Русской православной церкви и просуществовала до 1885 года.
Управляющие Абхазской епархией: Герман (Гоголашвили) (1851—1856), архимандрит Александр (Окропиридзе) (1856—1857) в/у, Геронтий (Папиташвили) (1857—1859), Александр (Окропиридзе) (1862—1869).
Епископу Гавриилу (Кикодзе), возглавлявшему Имеретинскую кафедру в 1869 году было поручено одновременно управлять и Абхазской епархией. В период правления епископа Гавриила шёл процесс массового крещения абхазов, открывались новые приходы. Появились первые представители абхазского духовенства. Особо стоит выделить настоятеля Лыхненского храма, священномученика Иоанна Гегиа. Уроженец села Лыхны, отец Иоанн один из ярких церковных деятелей Абхазии во второй половине XIX века. Он участвует в переводе на абхазский язык первой религиозно-церковной книги под названием «Краткая Священная история», вышедшая в 1866 году. Отец Иоанн стоял у истоков возрождения абхазского богослужебного языка. Во время русско-турецкой войны 1876—1877 годов, отец Иоанн активно призывал своих односельчан и соотечественников не переселяться в Турцию. 5 августа 1877 года он был задушен в Лыхненском храме своими же соотечественниками-мусульманами. Сегодня имя этого человека чтится как имя святого Абхазской Церкви.
В 1885 году произошла реорганизация Абхазской епархии. С этого времени она получает наименование «Сухумской». В её состав вошла часть территории расформированной Кавказской епархии. С 1885 до 1919 года территория Сухумской епархии включала в себя населённые пункты от реки Ингури до Анапы.
Епископы Сухумской епархии: Геннадий (Павлинский) (1886—1889), Александр (Хованский) (1889—1891), Агафодор (Преображенский) (1891—1893), Петр (Другов) (1893—1895), Арсений (Изотов) (1895—1905), Серафим (Чичагов) (1905—1906), — Кирион (Садзагелов) (1906—1907), Димитрий (Сперовский) (1907—1911), Андрей (Ухтомский) (1911—1913), Сергий (Петров) (1913—1919).

### Советский период

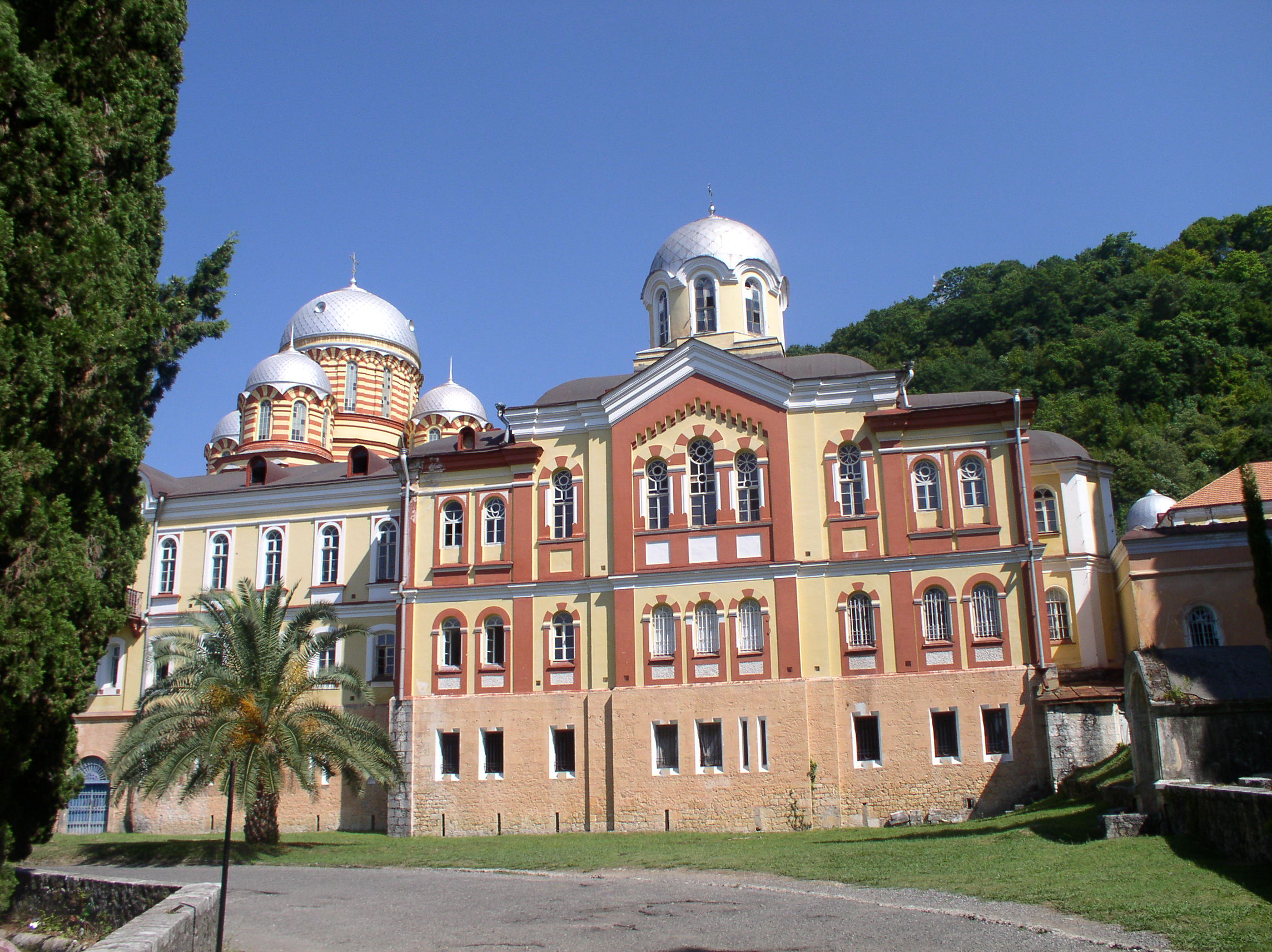
Новоафонский монастырь

К 1917 году Сухумская епархия имела 125 приходских храмов: 61 абхазских, 36 русских, 16 греческих, 4 мингрело-грузинских и 8 смешанных, то есть русско-греческих и русско-мингрельских. Епархия имела два крупных мужских монастыря: Ново-Афонский Симона-Кананитский (основан в 1875 году) и Успенский Драндский.
После февральской революции 1917 года была провозглашена автокефалия Грузинской Церкви. 11-14 мая 1917 года в Сухуме был организован «Съезд духовенства и выборных мирян абхазского православного населения Сухумского округа». Съезд вынес решение объявить Абхазскую церковь автокефальной и считать епископом автокефальной Абхазской Церкви Сергия (Петрова), епископа Сухумского. Съезд обратился также с приветствием по поводу восстановления автокефалии Грузинской Церкви (данное решение, поддержанное Временным правительством России, было принято 12 марта 1917 г.): «Святая Грузинская Церковь в муках родила эту независимость и, по историческому праву, она достойна автокефалии. Судьба одинаково была безжалостна как для Церкви Грузинской, так и для Абхазской». В мае 1917 года грузинская делегация прибыла в Абхазию, чтобы провести переговоры о присоединении абхазских приходских храмов к Грузинской Церкви. Абхазское духовенство и общественность отказались от предложений грузинской делегации и обратились к епископату Русской церкви, в связи с чем 21 июля от имени Святейшего Синода за подписью российского экзарха Грузии митрополита Платона (Рождественского) была послана телеграмма: «Сухум. Князю Александру Шервашидзе. Объявите абхазскому народу, что Св. Синод считает необходимым вопрос о церковных правах абхазцев передать на решение назначенного 15 августа Поместного Собора. До решения Собора должно сохраняться существующее епархиальное управление».
8-10 августа 1917 года вновь состоялся Всеабхазский съезд мирян и духовенства, который обратился с просьбой о самоуправлении к предстоящему Всероссийскому Поместному Собору. Восемнадцатый отдел этого собора должен был рассматривать вопрос устройства Православной Церкви в Закавказье, в том числе и решение абхазского церковного вопроса. От Сухумской епархии на соборе принимало участие 4 человека, во главе с епископом Сухумским Сергием (Петровым).
Протоиерей Георгий Голубцов предлагал на заседаниях XVIII отдела Собора и лично вновь избранному патриарху Тихону, с которым он встречался дважды, решить абхазский церковный вопрос следующим образом: переименовать Сухумскую епархию в «Абхазскую», выделить её из состава Грузинского Экзархата Русской Церкви, и сделать её самостоятельной епархией в составе Русской Церкви, с сохранением за ней территории от Ингура до Анапы. Подобное предложение было согласовано с абхазским духовенством и представителями общественности Абхазии. Предложение было одобрено святейшим патриархом Тихоном.
Летом 1918 года Абхазия оказалось оккупирована грузинскими меньшевиками. Вслед за этим Грузинская Церковь открыла на канонической территории продолжающей действовать Сухумской епархии свою параллельную Цхумо-Абхазскую епархию. Возглавил эту епархию епископ Амвросий (Хелая).
В 1920 году с отступающей Белой армией покинул Россию епископ Сергий (Петров). С этого времени прекратила своё существование Сухумская епархия, хотя ещё до конца 1930-х годов назначались епископы, которые окормляли небольшое количество «тихоновских» приходов. В 1924—1927 годы «тихоновскими» приходами в Абхазии управлял епископ Ереванский Антоний (Романовский); в дальнейшем ими управляли епископы Бакинские.
К 1924 году были закрыты все монастыри Сухумской епархии и большинство приходов. Почти все духовенство и монашество было расстреляно или заключено в лагеря. Среди репрессированного духовенства особо следует выделить имя настоятеля Сухумского кафедрального собора священника Елизбара Ачба, новомученика Абхазской Церкви.
В 1943 году Русская православная церковь признала независимость Грузинской церкви и возобновилось молитвенно-каноническое общение с нею, при этом последние приходские храмы на территории Абхазии, не подчинявшиеся до этого грузинским автокефалистам и именовавшие себя «тихоновцами», были переданы Русской церковью в юрисдикцию Грузинской. Таким образом, акт открытия Сухумо-Абхазской епархии Грузинской церкви через 25 лет был узаконен.
После Второй мировой войны, Сухумо-Абхазскую епархию возглавляли: Антоний (Гигинейшвили) (1952—1956), Леонид (Жвания) (1957—1964), Роман (Петриашвили) (1964—1967), Илия (Гудушаури-Шиолашвили) (1967—1977), Николай (Махарадзе) (1977—1983), Давид (Чкадуа) (1983—1992), Даниил (Датуашвили) (1992—1993, бежал, числился правящим архиереем до 2010 года).

## Современность
В период правления митрополита Давида (Чкадуа), были открыты несколько храмов, в том числе и храм св. Иоанна Златоуста в Команах. После смерти митрополита Давида в Сухум был прислан архиепископ Даниил (Датуашвили), который в 1993 году вместе с грузинским духовенством покинул Абхазию и переселился в Грузию, где до 2010 года номинально носит титул епископа Сухумо-Абхазской епархии.
После бегства грузинского духовенства в Абхазии осталось четыре священника: священник Виссарион Аплиаа, служивший во время войны в Гудаутской церкви; протоиерей Петр (Самсонов), настоятель Лыхненского храма; священник Павел (Харченко), служащий священник Гагрского храма; игумен Виталий (Голубь), служащий священник Сухумского кафедрального собора. В отсутствие непосредственного иерархического руководства упомянутые священники в конце 1993 года избрали из своей среды священника Виссариона Аплиаа настоятелем Кафедрального собора города Сухума и представителем Сухумо-Абхазской епархии во взаимоотношениях с государством и Русской Православной Церковью.
В 1998 году духовенством Абхазии был создан Епархиальный Совет Сухумо-Абхазской епархии. На первом заседании Совета в 1998 году был принят Устав Епархии и избран управляющий Епархиальным Советом Сухумо-Абхазской епархии — священник Виссарион Аплиаа. В 2004 году проведший ряд неофициальных встреч и переговоров с представителями Грузинской церкви, в том числе и с католикосом Илией II.
В послевоенный период на территории Сухумо-Абхазской епархии было открыто несколько храмов и монастырей: в 1994 году открыт Новоафонский монастырь, в 2001 году Команский монастырь. С 2002 года действует Новоафонское духовное училище. Возобновлено богослужение на абхазском языке.
Отношения между грузинами и абхазами ещё сильнее обострились после начала войны в Грузии 2008 года.
«Сегодня мы имеем понимание того, что история христианства в Абхазии корнями уходит в глубочайшую древность. 17 лет назад Грузия совершила не только военную и политическую агрессию в отношении Абхазии, но и духовную. Абхазия никак не может быть неотъемлемой частью Грузии, и Сухумо-Абхазская епархия, входившая в состав грузинского католикосата, прекратила своё существование». «Мы совершаем все свои поступки правильно, не нарушая православных канонов и правил. Никакой правомочности Грузия на территории Абхазии по каноническим правилам не имеет. Мы хотим восстановить историческую справедливость, и правду, дарованную нам Богом, и её никто не может у нас отнять».
В связи с обретением Абхазией государственной независимости, 15 сентября 2009 года на Собрании с участием всего абхазского духовенства с целью восстановления Абхазской православной церкви, имевшей самостоятельную поместную значимость вселенского характера, но утраченную в 1795 году, приняты следующие решения:
- Объявить о прекращении деятельности Сухумо-Абхазской Епархии Грузинской Православной Церкви на территории Республики Абхазия.
- Объявить о создании Пицундской и Сухумской Епархии Абхазской православной церкви.
- Внести соответствующие изменения в Устав Епархии.
- Подготовить соответствующие обращения ко всем православным Поместным Церквям, наипаче же к патриарху Московскому и всея Руси Кириллу, Священному синоду Русской православной церкви — с молитвенной просьбой в восстановлении Абхазской Православной Церкви, прекратившей своё существование в 1795 году.
- 15 сентября 2009 года отметить как памятную дату Православной Церкви в Абхазии.[3]

Во исполнение Постановления Епархиального Собрания Пицундской и Сухумской Епархии Абхазской Православной Церкви, 4 ноября 2009 года клирики и миряне Абхазии обратились к предстоятелям Поместных Православных Церквей с «просьбой о помощи в Богоугодном и благочестивом деянии, каноническом восстановлении и возрождении Абхазской Православной Церкви». Первое послание было адресовано предстоятелю Грузинской Православной Церкви Илии II, второе — патриарху Московскому и всея Руси Кириллу
В связи с неоднократными обращениями главы Абхазской Православной Церкви, управляющего Сухумской и Пицундской епархиями, иерея Виссариона Аплиаа, Святейший Патриарх Московский и всея Руси Кирилл направил в монастырь святого апостола Симона Кананита в Новом Афоне в Абхазии нового настоятеля игумена Ефрема (Виноградова).
Назначение нового настоятеля вызвало протест части абхазских клириков и мирян. На церковно-народном сходе в Новом Афоне 4 апреля были приняты следующие решения:
1. Созвать 15 мая 2011 года Церковно-народное собрание в монастыре св. ап. Симона Кананита в Анакопии-Новом Афоне, с привлечением представителей всех структур нынешней Абхазской Православной Церкви, а также представителей всех ветвей государственной власти и широкого круга общественных организаций, с тем, чтобы открыто обсудить и принять соответствующие решения в отношении будущего развития Абхазской Православной Церкви.
2. Пригласить на это Церковно-народное собрание — абхазское духовенство, находящееся за границей, а именно: иеромонаха Дорофея (Дбар), иеродиакона Давида (Сарсания) и послушника Леона (Аджинджал).
3. Поручить подготовку проведения Церковно-народного собрания иеромонаху Андрею (Ампар), вместе с монашествующими и сотрудниками монастыря св. ап. Симона Кананита в Анакопии-Новом Афоне.
Несмотря на заверения митрополита Волоколамского Илариона, данными католикосу Илие II, о неправильно понятой цели визита игумена Ефрема в Абхазию, сегодня сам игумен Ефрем в сонме абхазского духовенства подтвердил факт благословения патриархом Кириллом его направления в Новоафонский монастырь настоятелем, по просьбе иерея Виссариона. Иеромонаха Андрея (Ампар) за непослушание решено предать суду патриарха Кирилла.
Ряд прихожан Абхазской церкви в открытом письме от 11 апреля 2011 года попросили патриарха Кирилла отозвать игумена Ефрема (Виноградова), «дабы не усугублять конфликтную ситуацию, которая может привести к осложнению российско-абхазских отношений».